# Lucas Martínez Vegaso
Lucas Martínez Vegaso (Trujillo, España en 1510? - Lima, Virreinato del Perú el 29 de abril de 1567) fue un conquistador español. En 1529, arribó a Panamá y se sumó a la expedición del tercer viaje de Francisco Pizarro, que partió hacia la costa peruana el 27 de diciembre de 1530.

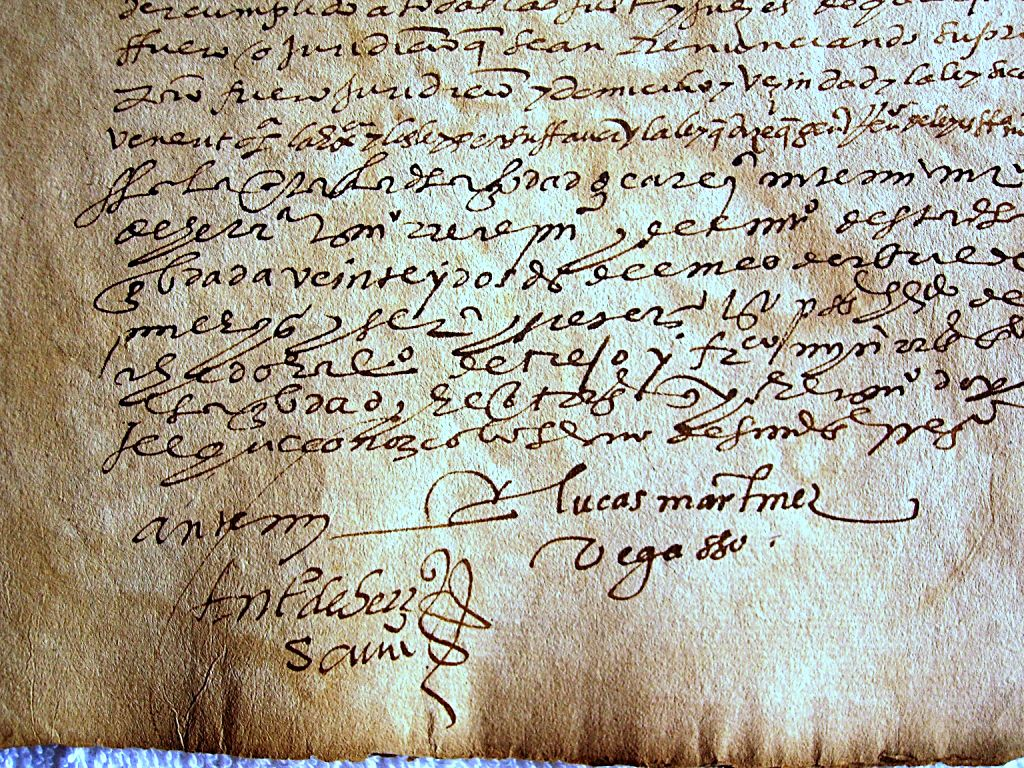
Firma de Lucas Martínez Vegaso (o Vegazo)

## Linaje
Fue hijo de Francisco Martínez Vegaso y de Francisca de Valencia[cita requerida].

## Muerte de Atahualpa
Lucas Martínez y los soldados de Pizarro desembarcaron en Túmbez y marcharon hasta Cajamarca buscando el Imperio del oro. Después de un intercambio de emisarios por ambas partes, se concertó el encuentro entre Pizarro y Atahualpa, y el 16 de noviembre de 1532, capturaron al Inca Atahualpa. El 26 de julio de 1533 se produjo la ejecución de Atahualpa y Lucas Martínez dejó constancia escrita: ... ”al tiempo que dieron garrote e mataron al dicho Atabalipa, dijo que encomendaba sus hijos al gobernador don Francisco Pizarro, e apercibiéndole don fray Vicente de Valverde…”
Después de la ejecución de Atahualpa, Lucas y los soldados de Pizarro salieron hacia el Cuzco. Una vez en el Cuzco, tomaron la ciudad, se instalaron en los sitios escogidos y se dieron a la tarea de apoderarse de los tesoros incaicos. De ello da una referencia el conquistador Juan Ruiz de Arce de lo que encontraron en el Templo del Sol, o Coricancha:
“Y como Atahualpa mandase que no tocaran las cosas de sus padre, hallamos muchas ovejas de oro (llamas) y mujeres y cántaros y jarros y otras piezas muchas. Hallamos en todos los aposentos del monasterio, alrededor de él, junto a las tejas, una plancha de oro tan ancha como un palmo...”

## Conquista y colonización
Lucas Martínez participó en el cerco del Cuzco, venciendo a las fuerzas del ejército de Manco Inca. Tras sofocar la rebelión, las fuerzas españolas se dispersaron por el Imperio inca, tomando puntos estratégicos y estableciendo nuevas ciudades.
Con la pacificación parcial del Imperio, los conquistadores recibieron tierras, marcando el inicio de la colonización. Lucas Martínez Vegaso, recompensado por sus servicios, se convirtió en uno de los españoles más acaudalados del Virreinato del Perú.
Francisco Pizarro le otorgó una extensa región, abarcando las actuales provincias peruanas de Moquegua y Tacna, así como las regiones chilenas de Arica y Parinacota y de Tarapacá.

## Conquista de Chile
Las razones que impulsan a Lucas a prestarle ayuda a los conquistadores chilenos, además de crematísticas son de tipo familiar, ya que su hermano Francisco Martínez Vegaso había formado una sociedad para tal empresa con Pedro de Valdivia y Juan Fernández de Alderete cuando los tres estuvieron en la conquista de Venezuela y se encontraron en Coro sobre 1536.
Resulta que sobre 1532 Ambrosio Alfinger, desde las inmediaciones de la Laguna Zapatosa en los territorios colombianos, había mandado 110 kilos de oro a Santa Ana de Coro (Venezuela) con una comisión de 25 soldados que, al encontrarse perdidos enterraron las mochilas de oro. Después fueron muriendo los soldados, salvándose únicamente el hermano de Lucas. Después de una serie de peripecias vividas por este hermano, quien estuvo durante dos años viviendo en una tribu de indios, como él sabía donde estaba enterrado el oro, en su día volvió a buscarlo. Según los viejos cronistas como los modernos historiadores, sostienen que el oro se perdió para siempre, pero no fue así. Véase Francisco Martínez Vegaso.
Volviendo a Lucas, además que había concertado en Cuzco, con su hermano Francisco, participar económicamente en la sociedad de la conquista chilena exigiendo el 50 % de lo ganado, cuando Valdivia manda cinco hombres a pedir ayuda a los de Perú, al pasar por Arica los agasaja y les promete mandarle un barco con armas, caballos y enseres por valor de 12.000 pesos, y manda decirle a Valdivia que se los pague cuando pueda.

## Empresario progresista
Lucas Martínez, la mina de Huantajaya le produjo enormes dividendos, pero sus negocios abarcaron varias actividades mercantiles que lo convertían en un importante hombre de empresa. Además de la plata, sus grandes estancias de ganado, suministraron de carne de res y de manadas de caballos a toda la comarca, y exportaba inclusive a Chile y a Lima parte de sus excedentes. 
Como el puerto de Arica tenía bastante actividad porque se había convertido en el embarcadero de toda la plata que salía de la comarca y del Alto Perú, Lucas derivó su intuición comercial hacia otras actividades de suministro, ya que además de un astillero que montó para la producción y reparación de barcos, había instalado una moderna fábrica de cordonería. Sus negocios mercantiles también se centraban en Arequipa, de donde era propietario de otras buenas encomiendas que le agrandaban sus ganancias y apuntalaban su prestigio social. 

## Las guerras civiles
Tras las guerras civiles que enfrentaron a los españoles en el territorio peruano, Lucas Martínez se vio privado de sus bienes por combatir al lado de las fuerzas rebeldes. En este caso Lucas tomó partido por Gonzalo Pizarro y combatió en la batalla de Añaquito contra las fuerzas reales del virrey Blasco Núñez Vela. Por este hecho perdió los rentables territorios que le fueron concedidos en el actual norte de Chile y sur del Perú.
Como resultado de la actuación de Lucas Martínez, este estuvo preso en Lima en 1547 y sería condenado al año siguiente a perder toda su hacienda. Pero gracias a las gestiones del Alcalde de Lima, Nicolás de Ribera, ante don Pedro de La Gasca, Lucas Martínez volvería a recuperar aquellas tierras que tanto prestigio y dinero le había dado.
El 20 de abril de 1567, ya anciano, se casó en Lima con María Davalos del Castillo, hija de Nicolás de Ribera, Alcalde de Lima y Elvira Davalos. Anteriormente fue concubino de la Mora Beatriz Manjarres, a la cual le dio la libertad ante el notario Padilla.

## Fallecimiento
Lucas Martínez Vegaso falleció el 29 de abril de 1567, nueve días después de contraer matrimonio. Sin haber dejado hijos, su viuda heredo todos los bienes que había ganado aquel conquistador que fundó la ciudad de Arica que con el tiempo sería una de las más prósperas e importantes del Perú colonial.
- Datos: Q5648815
- Textos: Autor:Lucas Martínez de Begazo